# AFC Uttara
Der Azampur Football Club Uttara (bengalisch আজমপুর ফুটবল ক্লাব উত্তরা), auch einfach nur AFC Uttara, ist ein professioneller Fußballverein aus Uttara, Dhaka, Bangladesch. Aktuell spielt der Verein in der ersten Liga des Landes, der Bangladesh Premier League.

## Erfolge
- Bangladesh Championship League: 2021/22 (Vizemeister)  ▲

## Stadion
Der Verein trägt seine Heimspiele im Bir Sherestha Shaheed Shipahi Mostafa Kamal Stadium in Dhaka (bengalisch ঢাকা) aus. Das Stadion hat ein Fassungsvermögen von 25.000 Personen.